# Northrop Grumman E-8 Joint STARS
Northrop Grumman E-8 Joint Surveillance Target Attack Radar System (Joint STARS) je ameriški leteči komandni center. Platforma za E-8 je potniški Boeing 707-300. Letalo se uporablja se sledenje in koordinaciji zemeljskih vozil, letal, helikopterjev in drugih enot. 
E-8 je opremljen z 12 metrskim PESA (SAR) radarjem, ki se nahaja na izboklini pod trupom. E-8 lahko patruljira do 9 ur oziroma več s prečrpavanjem goriva v zraku. 
Bojno se je uporabljal v Zalivski vojni in operaciji Zavezniška sila. 

## Specifikacije (E-8C)
Podatki iz USAF Factsheet
Splošne značilnosti
- Posadka: 4
- Število sedežev: 18 specialisti
- Dolžina: 152 ft 11 in (46,61 m)
- Razpon kril: 145 ft 9 in (44,42 m)
- Višina: 42 ft 6 in (12,95 m)
- Teža praznega letala: 171.000 lb (77.564 kg)
- Maks. vzletna teža: 336.000 lb (152.407 kg)
- Pogon letala: 4 × Pratt & Whitney TF33-102C nizkoobtočni turbofani, 19.200 lbf (85 kN) potisk motorjev vsak

Zmogljivost
- Potovalna hitrost: 390 kn (449 mph; 722 km/h) do 510 kn (945 km/h)
- Trajanje leta: 9 ur
- Višina leta (servisna): 42.000 ft (13.000 m)

Letalska elektronika

AN/APY-7 radar s sintetično aperturo (SAR)

## Zunanje pvoezave
- Northrop Grumman Joint STARS System Information Arhivirano 2009-09-14 na Wayback Machine.
- Northrop Grumman Joint STARS Radar Information
- Boeing Integrated Defense Systems
- Northrop Grumman ISR overview